# The Unbearable Weight of Massive Talent
The Unbearable Weight of Massive Talent er en kommende amerikansk actionkomediefilm instrueret af Tom Gormican, som var med til at skrive manuskriptet med Kevin Etten.
Den er planlagt at blive udgivet den 19. marts 2021 af Lionsgate .

## Handling
Nicolas Cage accepterer modvilligt et tilbud på 1 million dollars om at deltage til en fans fødselsdag. Når tingene tager en vild drejning, bliver Nic tvunget til at blive en version af nogle af hans mest ikoniske og elskede figurer for at redde sin kone og datter fra millionær-fanatikeren, der er en berygtet narkobaron.